# Enrico Frattini
Enrico Frattini (Napoli, 31 maggio 1891 – Roma, 11 febbraio 1980) è stato un generale italiano, alto ufficiale del Regio Esercito, fu al comando della Divisione Folgore ad El Alamein.

## Biografia

### Carriera militare
Divenne ufficiale del Genio nel 1912. Trasferito al 5º Rgt. Genio Minatori, nel 1913 fu inviato in Libia. Promosso Capitano nel 1915 continuò a operare in Tripolitania. Partecipò alla prima guerra mondiale e nel 1918, comandando interinalmente il 73º Btg. Genio, organizzò la difesa sul Piave tra Nervesa e Palazzon durante la seconda battaglia del Piave. Poi nel 1918 fu al comando del 10º Btg. Zappatori con il quale organizzò svariate linee difensive. Nel corso del conflitto ricevette la Croce di guerra al valor militare.
Dal 1919 al 1921 fu ammesso all'Istituto Orientale di Napoli.
Nel 1925 fu assegnato alla Divisione di Torino dove rimase due anni. Promosso Ten.Colonnello nel 1926, nel 1929 divenne Addetto militare a Tokio e dal 1932 fu accreditato anche presso la Legazione Cinese. Colonnello nel 1933, nel 1935 prese il Comando del 10º Rgt. Genio e poi del 3º Rgt. Genio Scuola. 
Generale di brigata nel 1938, fu Comandante del Genio del 3 °C.A. di Milano.

### Alla Divisione Folgore
Trasferito al ministero della Guerra nel 1940, nel 1941 fu caporeparto presso lo Stato Maggiore dell'Esercito, dove lavorò per costituire un reparto paracadutisti. 
Lo Stato Maggiore non credeva alle aviotruppe, le aveva spesso ostacolate nella preparazione e nel morale considerandole "politicizzate e inaffidabili" non aveva trovato per tale politica discriminatoria un generale disposto a comandare la costituenda divisione paracadutisti, al punto che il generale Frattini, seppur del Genio, e ufficiale addetto al generale Mario Roatta, sottocapo di Stato maggiore, si offrì volontariamente per evitare l'onta dell'assenza di generali quali comandanti.
Così nell'estate 1942 al comando della 185ª Divisione paracadutisti "Folgore" fu inviato in Africa Settentrionale sulla scia della vittoriosa ma disordinata avanzata del generale Rommel.
Morto il generale Federico Ferrari-Orsi, Frattini lo sostituì anche al comando del "X Corpo d'armata" (divisioni Pavia, Brescia e Folgore e un reggimento bersaglieri).
Il comportamento della divisione Folgore durante la battaglia di El Alamein fu encomiabile, riuscendo a resistere assieme ad elementi della Divisione "Pavia" ai ripetuti tentativi di sfondamento portati dalla 7ª Divisione Corazzata britannica (23 ottobre, sostenuta dalla Brigata Francia Libera, e 24 ottobre), come anche il grande attacco concentrico portato il 25 ottobre da elementi della 7ª Divisione Corazzata e della 44ª e 50ª Divisione di fanteria, e l'ultimo tentativo della 132ª Brigata Fanteria (44ª Divisione) il giorno 27.
Il coraggio e lo spirito combattivo della divisione suscitò il rispetto e l'ammirazione anche da parte degli stessi avversari. In ottemperanza agli ordini dell'ACIT la divisione Folgore iniziò la ritirata nella notte del 3 novembre 1942, in condizioni rese difficilissime dalla mancanza di mezzi di trasporto. Dopo due giorni di marcia nel deserto, alle 14:35 del giorno 6, dopo aver distrutto le armi, ciò che restava della Divisione si arrese alla 44ª divisione fanteria britannica del generale Hughes, senza mostrare bandiera bianca e senza mai alzare le mani ai nemici. I paracadutisti ottennero dai britannici l'onore delle armi e dopo la resa il generale Hughes volle ricevere il generale Frattini, accompagnato dai colonnelli Bignami e Boffa, complimentandosi per il comportamento della divisione.
Dopo la battaglia di El Alamein alla Divisione Folgore ed ai suoi Reggimenti verrà conferita la Medaglia d'Oro al Valor Militare.

### Nel dopoguerra
Frattini rimase prigioniero di guerra degli inglesi fino a quando venne rimpatriato nel 1944. Nel 1945 fu Comandante Militare Territoriale di Genova e nel 1947 di Roma. Dal 1946 al 1947 fu anche Ispettore dell'Arma del Genio dell'Esercito italiano al ministero della difesa a Roma. Nel 1948 fu promosso Generale di Corpo d'Armata, nel 1950 allo Stato maggiore della difesa e nel 1952 fu al Comando delle forze terrestri alleate del Sud Europa
.
Posto in ausiliaria, dal 1956 il generale Frattini fu alla guida dell'Associazione Nazionale Paracadutisti d'Italia.